# جيمي موراكامي
جيمي موراكامي (بالإنجليزية: Jimmy T. Murakami)‏ (و. 1933 – 2014 م) هو مخرج أفلام، ومنتج أفلام، ومصمم شخصيات ‏، وفنان قصة مصورة ‏، ورسام رسوم متحركة، وكاتب سيناريو أمريكي، ولد في سان خوسيه، كاليفورنيا، توفي في دبلن، عن عمر يناهز 81 عاماً.

## التعليم
تعلم في Chouinard Art Institute ‏
.

## وصلات خارجية
- جيمي موراكامي على موقع IMDb (الإنجليزية)
- جيمي موراكامي على موقع ألو سيني (الفرنسية)
- جيمي موراكامي على موقع أول موفي (الإنجليزية)
- جيمي موراكامي على موقع قاعدة بيانات الأفلام السويدية (السويدية)
- جيمي موراكامي على موقع قاعدة بيانات الفيلم (الإنجليزية)
- جيمي موراكامي على موقع كينوبويسك (الروسية)